# Sallie Holman
Pour les articles homonymes, voir Holman.
Sallie Holman, née le 24 juin 1849 à Lynn et morte le 7 juin 1888 à London (Ontario), est une chanteuse d'opéra canadienne.

## Biographie
Née à Lynn, dans le Massachusetts, Sarah Holman est la fille de George W. Holman et d'Harriet Phillips. Elle est la chanteuse principale d'une troupe d'opéra anglaise, la Holman English Opera Troupe, formée par son père dans les années 1860 et composée de son père, de sa mère, de ses frères et sa sœur. La compagnie effectue des tournées dans l’est des États-Unis et au Canada jusqu'au début des années 1880. La compagnie joue diverses opérettes françaises en version anglaise. Avec sa voix de soprano, Sallie Holman est très appréciée du public. Elle épouse M. J. T. Dalton, le chanteur soprano de la troupe, le 3 janvier 1879 à Toronto.
Elle meurt le 7 juin 1888 à London, en Ontario. Avec le décès de sa jeune sœur Julia, la compagnie a décliné. La perte de sa chanteuse principale quelques années plus tard mettra fin à ses activités.